# Праз
Празът (Allium porrum) е зеленчук, принадлежащ заедно с лука и чесъна, към семейство Лукови (Alliaceae). В този вид има още два твърде различни зеленчука: слонски чесън (Allium ampeloprasum var. ampeloprasum), отглеждан за луковици и египетски праз или „курат“ (Allium ampeloprasum var. kurrat, понякога класифициран като Allium kurrat), отглеждан в Египет и на други места в Близкия изток за листа.
Празът (Allium porrum) е ценен източник на хранителни вещества, минерални соли и витамини. Те се намират главно в лъжливото стъбло, което образува и за което се отглежда празът. Важна негова съставка е фосфорната киселина, необходима на човешкия организъм.
Вместо да образува стегната луковица като лука, празът образува дълъг цилиндър от листа, които обикновено се избелват чрез засипване с пръст. Те често се продават като разсад, поникнал рано в оранжерии, за да се разсадят на открито, когато времето позволява. Един път засадени в градината, те са издръжливи – много сортове могат да бъдат оставени в земята през зимата и да се берат при необходимост.
Сортовете праз могат да се класифицират по няколко начина, но основният е разделянето на летен праз, който се бере през същия сезон, в който е засаден, и зимен праз, който може да се бере през пролетта на следващата година. Летните сортове праз по принцип са по-дребни от зимните, а зимните са обикновено с по-силен вкус.

## Кухня
Вкусът на праза по принцип се смята за по-изтънчен от този на обикновения лук. Той е основна съставка на френската супа вишисоаз. Брабант и Шотландия също са известни с рецептите си за супи с праз. В наши дни празът е един от зеленчуците, които се употребяват в почти всички ястия с пресни зеленчуци, тъй като е наличен през цялата година. Използва се и суров в салати. Заради символичното си значение в Уелс, празът се използва широко в тамошната кухня.
В българската кухня се използва като съставка в плънката на баница с праз, някои видове зелник и лучник, кебапи, зимни салати, картофена салата и др.

## Отглеждане
Студоустойчиво растение (издържа до минус 15-20°С), празът е особено взискателен към водния режим и може да се отглежда само при поливни условия, подобни на водния лук. Празът е много взискателен към почвата и по-точно към съдържанието на хранителни вещества в нея. Най-добри резултати дава отглеждане на праз на дълбоки, влагоемни и богати на органични вещества песъчливо-глинести почви. Много добри за праза са наносите, но не и тези, които се заблатяват. Мястото, на което ще се отглежда праз, се тори по време на есенната обработка.
Разсадът е готов да се засее когато достигне височина 30 см. и дебелина на стъблото 8-9 мм. Преди изваждането се полива обилно, което улеснява изскубването и най-вече запазване на кореновата система.
Разсадът се отглежда на открита леха с южно изложение и защитена от ветровете. Повърхността й се маркира през 5 или 10 см. Семената се засяват по възможност по-рано напролет, още през март докъм средата на април. За 1 кв. м се изразходват 8-10 г. семена.Засетите семена се покриват с двусантиметров пласт от пресята торопочвена смес или разложен оборски тор. Растенията се развиват бавно. Лехата трябва редовно да се плеви. Полива се с лейка често, но не с много вода.По времето, когато се засява разсадът, семената може да бъдат засети на постоянно място. Това става на равна повърхност или във фитарии. Маркирате мястото, като оформяте браздички на разстояние 20-25 см. Дълбочината на сеитбата е 2,5-3 см. Разстоянието между семената в реда е 3-5 см. След като растенията поникнат и се укрепят, проредете на разстояние 12-15 см. За 100 кв. м са необходими 30 г семена.

Поливайте праза  в хладните часове - рано сутрин или късно вечер, най-добре е сутрин, отначало с малко вода, а впоследствие и с повече. През юни, юли и август поливайте праза при всички случаи поне веднъж в седмицата, а при нужда - и по два пъти. Ако септември не е дъждовен, също се налагат поливане на праза всяка седмица.Празът се прибира в края на октомври и през ноември.